# دون مينيك
دون مينيك (بالإنجليزية: Don Meineke)‏ مواليد 30 أكتوبر 1930 في دايتون - الوفاة 3 سبتمبر 2013، كان لاعب كرة سلة أمريكي بدأ مسيرته الاحترافية في سنة 1952 وحمل الرقم 17 و5 و22. بلغ طوله 6 قدم 7 بوصة (2.0 م). اعتزل اللعب في 1958.

## فرق لعب لها
- ديترويت بيستونز
- سكرامنتو كينغز

## روابط خارجية
- دون مينيك على موقع إن بي أي (الإنجليزية)
- دون مينيك على موقع سبورتس رفرنس (الإنجليزية)
- دون مينيك على موقع كلية كرة السلة في سبورتس رفرنس.كوم (الإنجليزية)
- دون مينيك على موقع ريلجم (الإنجليزية)
- دون مينيك على موقع بروبوليرز (الإنجليزية)